# بریتا هایدمان
 بریتا هایدمان (آلمانی: Britta Heidemann؛ زادهٔ ۲۲ دسامبر ۱۹۸۲) یک ورزشکار اهل آلمان است.